# Xenon tetrafluoride
Xenon tetrafluoride là một hợp chất hóa học với công thức hóa học XeF4. Hợp chất này được tạo ra bởi phản ứng hóa học của xenon với khí flo, theo phương trình hóa học sau:
Xe + 2 F
2 → XeF
4
Phản ứng này là một phản ứng tỏa nhiệt, nó giải phóng một năng lượng 251 kJ/mol xenon.
Xenon tetrafluoride là một tinh thể không màu trong điều kiện bình thường. Cấu trúc tinh thể của nó được xác định bởi cả quang phổ NMR và kết tinh học tia X vào năm 1963. Cấu trúc này phẳng, như đã được xác nhận bởi các nghiên cứu nhiễu xạ neutron, và được chứng minh bởi lý thuyết VSEPR vì xenon có hai cặp electron đơn: một ở trên và dưới một mặt phẳng của phân tử.
Xenon tetrafluoride thăng hoa ở nhiệt độ 115,7 °C (240,26 °F). Sự hình thành hợp chất này tương tự các hợp chất có cùng thành phần nguyên tố, các chất xenon fluoride khác, rất phức tạp. Chúng ổn định ở nhiệt độ và áp suất bình thường. Tất cả chúng đều có phản ứng với nước, phóng ra khí xenon tinh khiết, hydro fluoride và oxy phân tử. Phản ứng này xảy ra trong không khí ẩm ướt; do đó, tất cả các xenon fluoride phải được giữ trong môi trường khan.